# Márton Homonnai
Márton Homonnai (Budapest, 5 febbraio 1906 – Buenos Aires, 15 ottobre 1969) è stato un pallanuotista ungherese, vincitore di due medaglie d'oro alle olimpiadi di Los Angeles 1932 e di Berlino 1936 ed una di argento ad Amsterdam 1928. Vanta anche quattro ori europei.
Era il fratello di Lajos Homonnai, con il quale ha gareggiato assieme ai Giochi di Parigi 1924.